# Красна Горка (Леб'яжівський округ)
Кра́сна Го́рка (рос. Красная Горка) — присілок у складі Леб'яжівського округу Курганської області, Росія.
Населення — 91 особа (2010, 152 у 2002).